# Calea ferată Gura Putnei–Putna
Calea ferată Gura Putnei–Putna este o cale ferată secundară din România. Ea a fost construită în partea de nord-est a țării, în munții Obcina Mare din Bucovina, pe valea râului Putna.

## Istoric
Această linie de cale ferată a fost construită pe teritoriul austriac al Imperiului Austro-Ungar.
În anul 1889 a fost pusă în funcțiune Calea ferată Dornești–Rădăuți de către compania Bukowinaer Lokalbahnen (Căile ferate locale ale Bucovinei), ea fiind preluată câțiva ani mai târziu de Neue Bukowinaer Lokalbahn-Gesellschaft (Noua companie de căi ferate secundare ale Bucovinei). Acestei companii i s-a acordat în anul 1895 concesiunea pentru a continua construirea căii ferate cu ecartament normal pe valea râului Suceava până la Brodina (pe atunci Frassin). 
Concesiunea cerea ca lucrările de construcție să înceapă imediat și să fie finalizate până la 1 iulie 1898. Pornind de la această linie, din gara Gura Putnei (anterior Karlberg) a fost construită o linie secundară către localitatea Putna. Acesta a fost inaugurată la 7 iulie 1898 odată cu Calea ferată Rădăuți-Brodina.
Linia secundară a fost utilizată în special pentru a facilita accesul la pădurile de pe Obcina Mare, aflate la sud de Putna; aici Fondul religionar al Bisericii Ortodoxe Române a desfășurat o exploatare forestieră intensă, pornind de la Mănăstirea Putna. La începutul secolului al XX-lea au fost construite mai multe căi ferate cu ecartament îngust, pe valea superioară a râului Putna, dar toate acestea au fost abandonate în jurul anului 1980.
După primul război mondial, Bucovina a devenit parte componentă a României; calea ferată a fost preluată de către compania românească CFR.

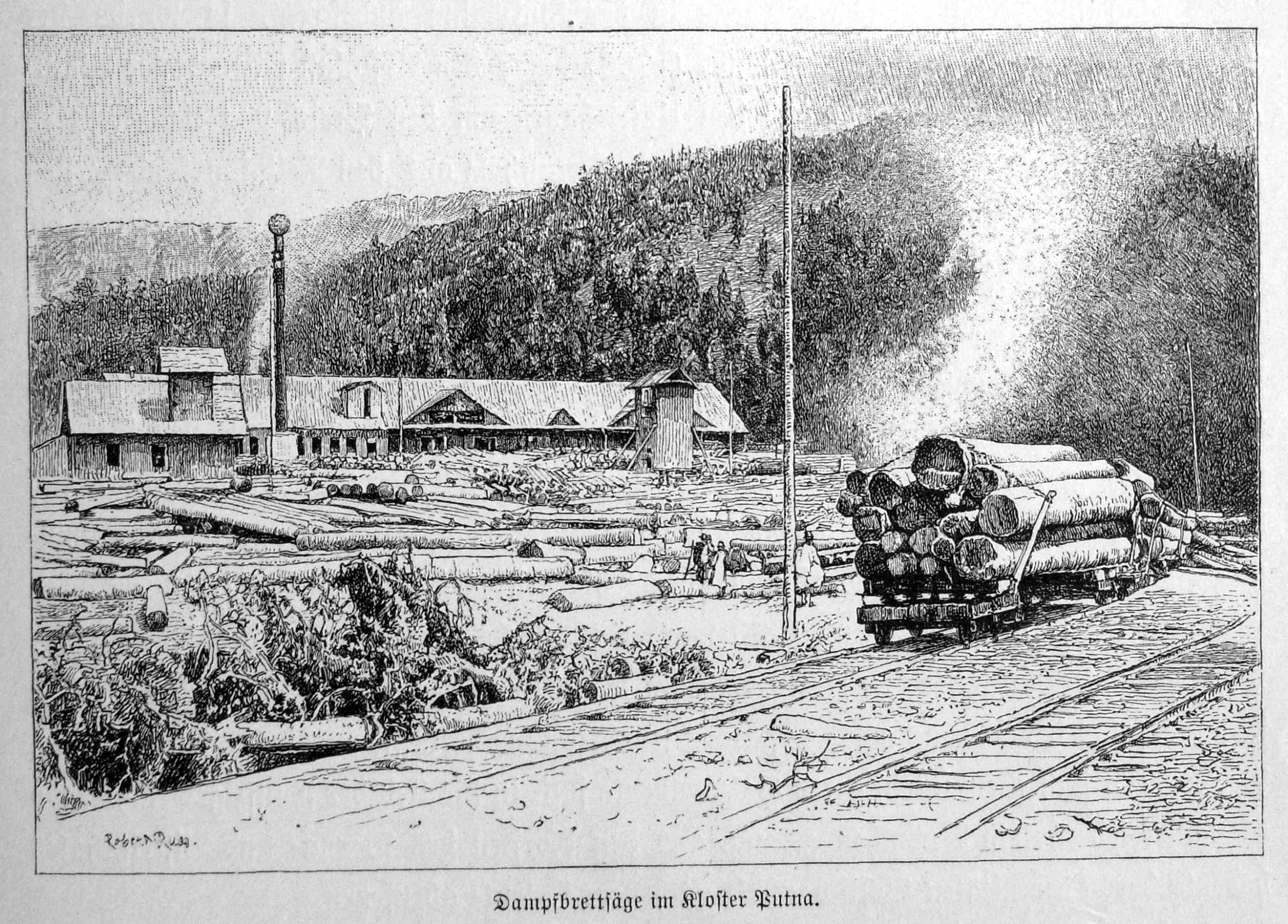
Exploatarea forestieră de la Putna (1899).

## Situație actuală
Calea ferată Gura Putnei-Putna are o singură linie și nu este electrificată. Ea face parte din calea ferată secundară 515 de la Dornești la Nisipitu sau Putna. Această cale ferată are o importanță turistică prin faptul că facilitează accesul la Mănăstirea Putna. În prezent (2009), trec zilnic în ambele sensuri cam cinci trenuri. 
În iulie 2008, linia ferată a fost avariată de inundații, dar circulația trenurilor a fost redeschisă repede în urma finalizării lucrărilor de reparații la linie. CFR are în vedere închiderea liniilor nerentabile sau cedarea lor către operatori privați.